# Надточий, Иван Иванович
Иван Иванович Надточий (14 января 1922, Гришино, Донецкая губерния — 1 августа 1983, Киев) — лейтенант Рабоче-крестьянской Красной Армии, участник Великой Отечественной войны, Герой Советского Союза (1943).

## Биография
Иван Надточий родился 14 января 1922 года в посёлке Гришино (ныне — город Покровск в Донецкой области Российской Федерации). После окончания неполной средней школы работал токарем в посёлке Межевая Днепропетровской области Украинской ССР. В июне 1941 года Надточий был призван на службу в Рабоче-крестьянскую Красную Армию. С того же времени — на фронтах Великой Отечественной войны. В 1943 году он окончил Харьковское военно-политическое училище.
К октябрю 1943 года лейтенант Иван Надточий был комсоргом батальона 1131-го стрелкового полка 337-й стрелковой дивизии 40-й армии Воронежского фронта. Отличился во время битвы за Днепр. 4 октября 1943 года Надточий во время штурма высоты в районе Букринского плацдарма заменил собой выбывшего из строя командира взвода и во главе его захватил высоту, окопался и отразил несколько контратак противника. В том бою он получил ранение, но продолжал сражаться.
Указом Президиума Верховного Совета СССР от 13 ноября 1943 года лейтенант Иван Надточий был удостоен высокого звания Героя Советского Союза с вручением ордена Ленина и медали «Золотая Звезда».
После окончания войны Надточий был уволен в запас. Проживал и работал в Киеве. Скончался 1 августа 1983 года, похоронен на Берковецком кладбище Киева.
Был также награждён рядом медалей.